# Hannah Krüger
Pour les articles homonymes, voir Krüger.

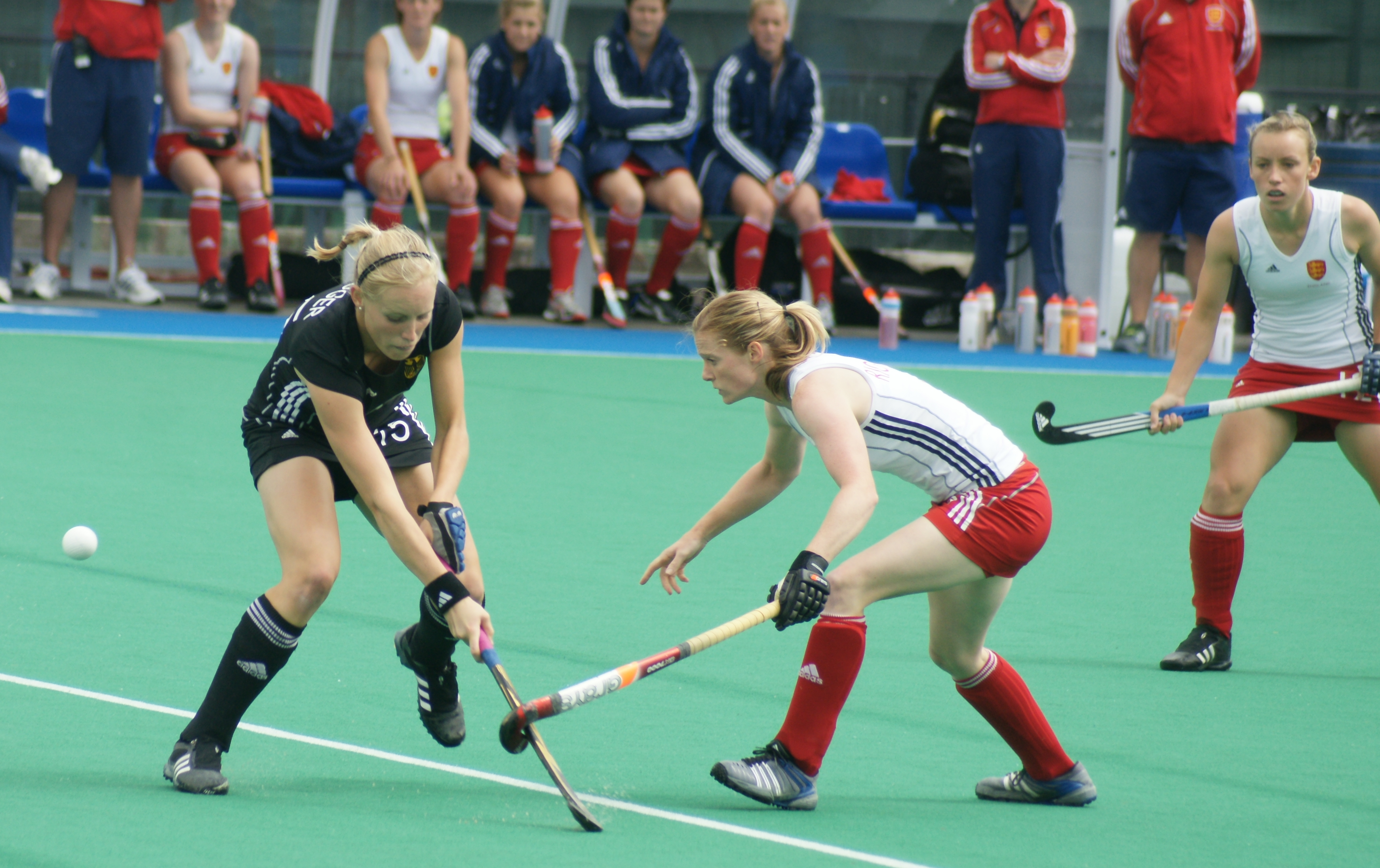
Match de hockey féminin

Hannah Krüger est une joueuse allemande de hockey sur gazon née le 4 septembre 1988. Elle a remporté avec l'équipe d'Allemagne la médaille de bronze du tournoi féminin aux Jeux olympiques d'été de 2016 à Rio de Janeiro.